# Gresso

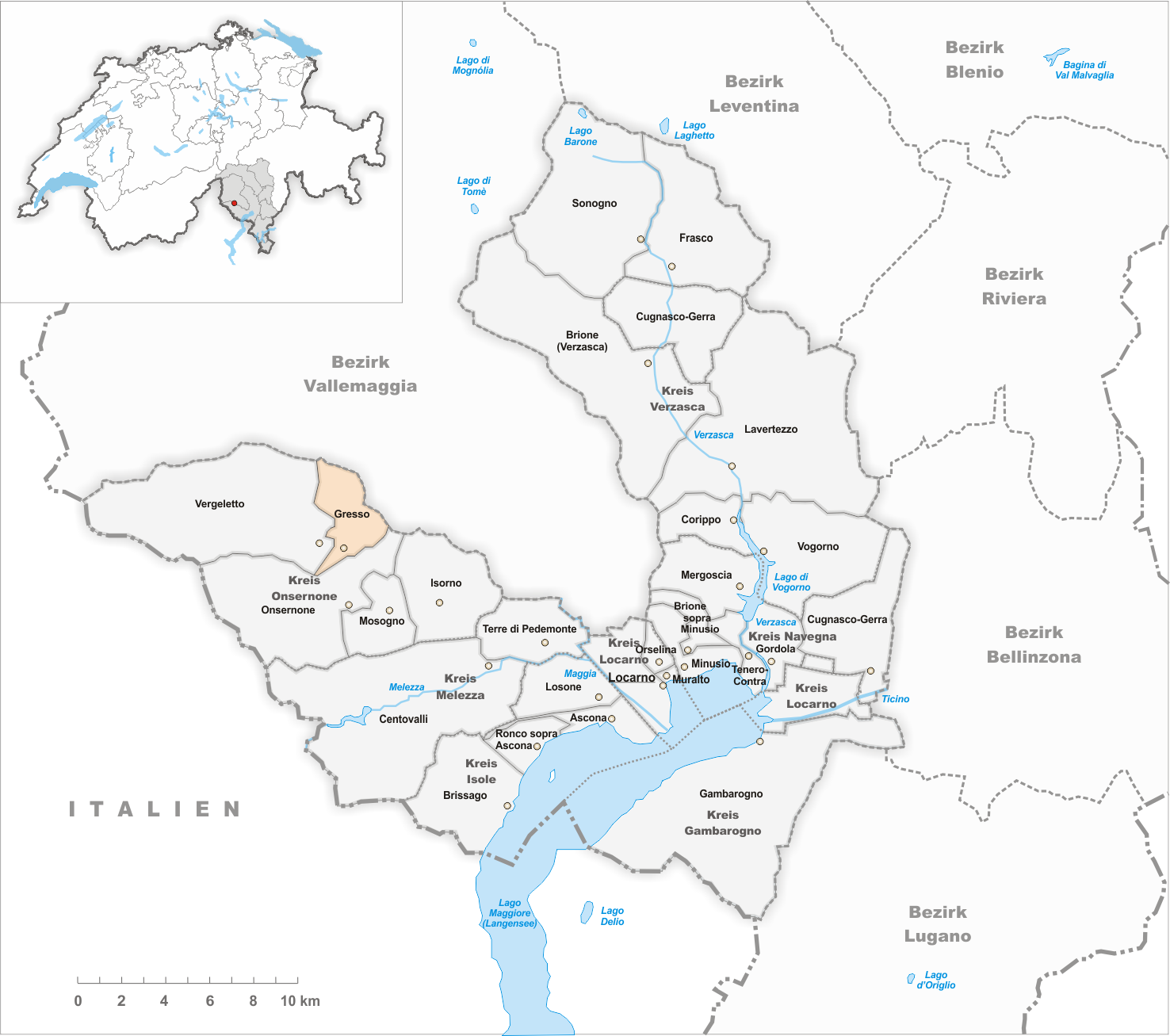
Gemeindestand am 9. April 2016 vor der Fusion

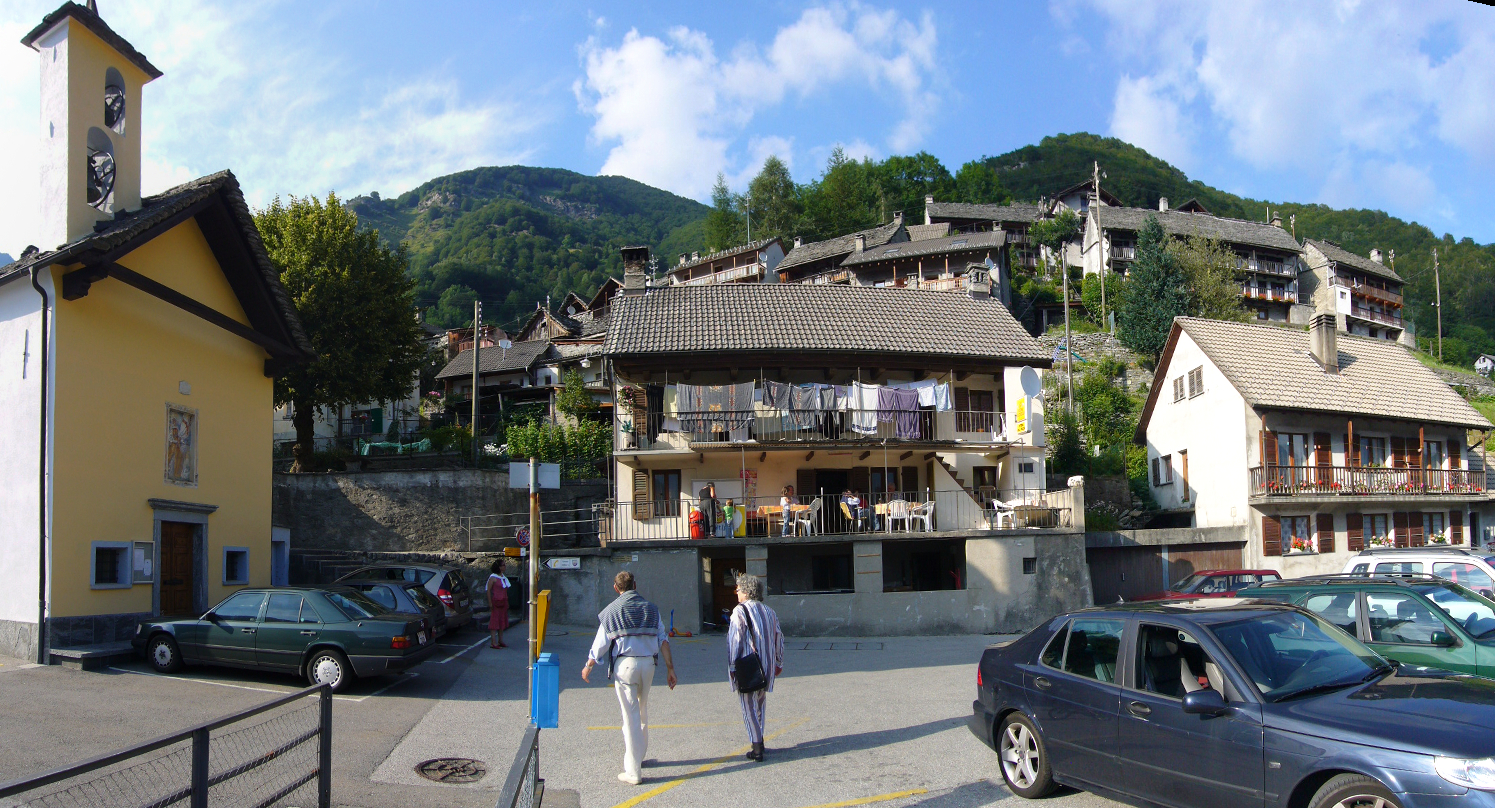
Dorfkern

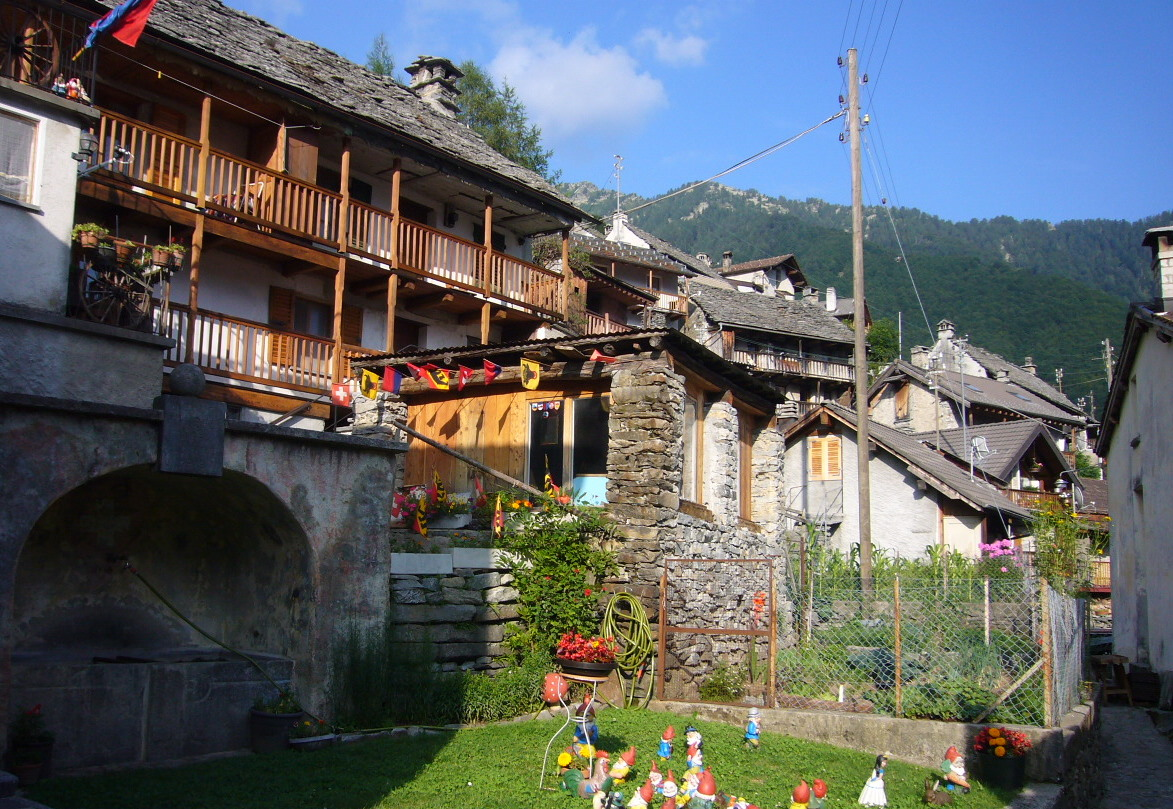
Häuser mit Holzbalkonen

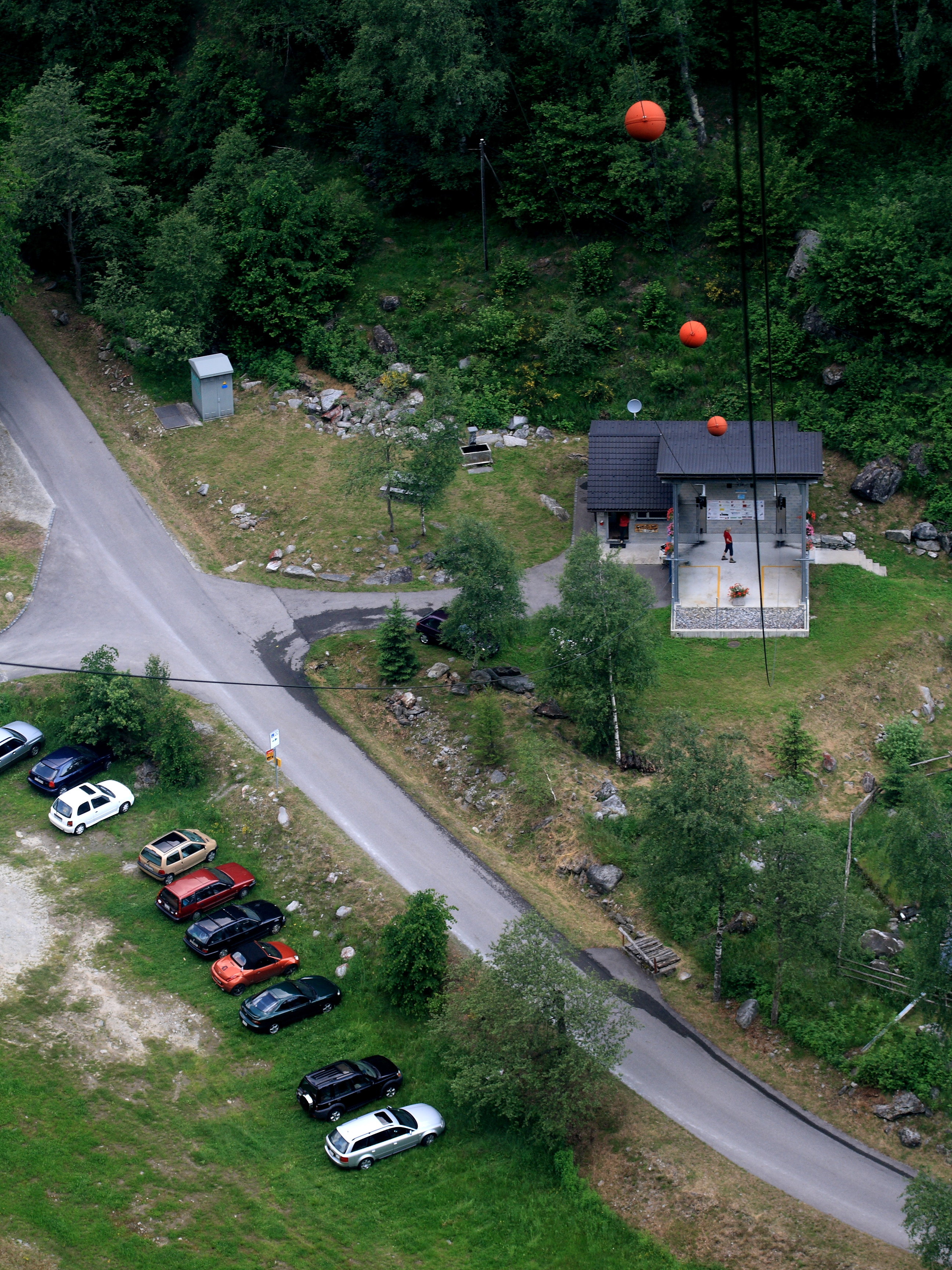
Seilbahn Alla Ca’

Gresso ist eine Ortschaft in der Gemeinde Onsernone im Schweizer Kanton Tessin. Bis zum 9. April 2016 bildete sie eine eigene politische Gemeinde.

## Geographie
Gresso liegt auf 999 m ü. M. am Südwest-Fuss des Pizzo Peloso; 23,5 km nordwestlich vom Bahnhof Locarno im Valle di Vergeletto, einem nördlichen Seitental des Onsernonetals. Sie besteht aus dem Dorf Gresso und der Exklave «Alla Ca’» westlich des Dorfes. Zugehörig ist auch das Maiensäss Mónt auf 1340 bis 1410 m ü. M.

## Geschichte
Erstmals erwähnt findet sich Gresso im Jahre 1266 als Agressio. Man fand dort 1898 Gräber aus dem 1.–2. Jahrhundert nach Christus mit Tongeschirr und Münzen aus der Römerzeit. Das Dorf gehörte zur vicinia Onsernone und früher zur Kirchgemeinde Russo TI und zur Gemeinde Vergeletto. Die Gemeinde entstand 1882, als sie sich von Vergeletto abspaltete.
Am 10. April 2016 schloss sich Gresso mit den damaligen Gemeinden Isorno, Vergeletto und Mosogno der Gemeinde Onsernone an.

## Bevölkerung
Einwohnerzahlen: Volkszählungsdaten

## Sehenswürdigkeiten
Das Dorfbild ist im Inventar der schützenswerten Ortsbilder der Schweiz (ISOS) als schützenswertes Ortsbild der Schweiz von nationaler Bedeutung eingestuft.
- Oratorium Sant’Orsola, erbaut 1703, mit Fresko von 1948[7][8]
- Ferienhaus (1969/1971), Architekten: Franco Moro, Paolo Moro[7][8]
- Verschiedene Bauernhäuser aus dem 18. Jahrhundert mit hölzernen Lauben[7][8]

## Persönlichkeiten
- Carlo Speziali (* 5. Dezember 1921 in Gresso; † 5. März 1998 in Locarno), Sekundarlehrer, Politiker[9]
- Carla Speziali (* 23. Januar 1961), Politikerin, ehemalige Gemeindepräsidentin von Locarno.